# برايان ديلي
برايان ديلي (بالإنجليزية: Brian Dailey)‏ هو مصور ورسام أمريكي، ولد في 12 أغسطس 1951 في بيتسبورغ في الولايات المتحدة.

## وصلات خارجية
- الموقع الرسمي